# После жизни (фильм, 2008)
«После жизни» — российский драматический  фильм режиссёра Олега Осипова. Показ фильма состоялся 23 февраля 2008 года на телеканале «РЕН ТВ».

## Сюжет
Банковские партнёры банкира Данила нанимают киллера, который, зайдя в дом, обнаруживает его дочь Алису, которая принимает его за водителя отца и провожает в подвальную мастерскую Данила, после чего раздаётся громкий взрыв, который заваливает выход из мастерской, где остаются сидеть киллер и Алиса.
Данил начинает расследовать, кто же его заказал.

## В ролях
- Алексей Маклаков в роли Данила
- Евгений Сидихин в роли Артёма
- Елена Полякова в роли Алисы
- Александр Воробьёв в роли Семёна
- Илья Соколовский в роли Гришы
- Саид Багов в роли Гены
- Геннадий Юдин в роли Ивана Петровича
- Ольга Хохлова в роли жены Данила
- Фёдор Старых в роли игрока в пейнтбол

## Критика
Кинокритик Алексей Коропский из DVhab назвал фильм «попыткой» снять жанровое кино в России, похвалив саундтрек фильма, однако минусом выделив диалоги.
Софья Сапожникова из «Афишы» оценила фильм негативной рецензии, отметив, что фильм «стыдно» смотреть и «невыносимо» слушать.
Евгений Баженов отметил, что в фильме нету «никакого» помысла, истории, а также смысла.